# Rena bressoni
Rena bressoni là một loài rắn trong họ Leptotyphlopidae. Loài này được Taylor mô tả khoa học đầu tiên năm 1939.